# Sarmater

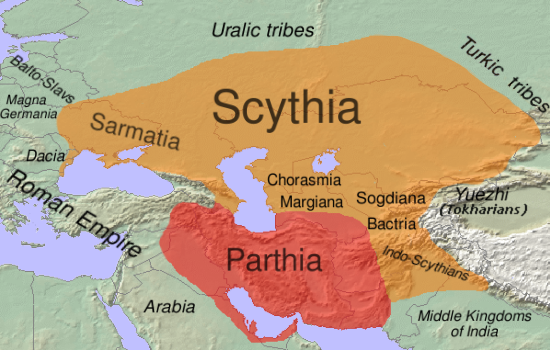
Rekonstruktion av Sarmatiens läge i västra Skytien under första århundradet f.Kr.

Sarmaterna var en samling folkslag med huvudsakligen iranskt ursprung, som talade ett iranskt språk besläktat med ossetiska. Sarmatien eller Sarmatia är det mytiska namnet på sarmaternas land, vilket haft en central roll i Polens historieskrivning.

## Historia
Herodotos (400-talet f.Kr.) placerar i sin Historia, bok 4.21, sarmaternas land öster om Tanais (Don), med början vid Maeotiska sjön (Azovsjön) och sträckande sig 15 dagars resa norrut, fram till budinernas skogrika land. Herodotos beskriver sarmaterna som blonda, kraftiga och med solbränd hy, i stort sett på samma sätt som andra klassiska författare beskrev skyter och thraker. I Herodotos bok 4.110-117 uppges sarmaterna (Σαυρομάτης) vara avkomlingar till en grupp unga skytiska män och en grupp amazonkvinnor.
På 300-talet f.Kr. invandrade sarmaterna till vad som idag är Ukraina och ryckte senare fram mot dagens Ungern och Rumänien. På 100-talet efter Kristus skrev den grekiske geografen Ptolemaios att Sarmatien omfattar nuvarande Polen, Litauen och tatarernas område. Sarmaterna stötte ihop med romarna och strider uppstod, men när hotet kom från germanskt håll valde sarmaterna att alliera sig med romarna. 
Enligt den samtida grekisk-romerske historikern Dio Cassius, ska kejsar Marcus Aurelius år 175 ha stationerat 5500 sarmater i den romerska provinsen Britannia, dagens England och Wales. Påståendet har i modern tid delvis bekräftats av arkeologiska fynd.
Folket dog ut omkring år 500 e.Kr. eller ännu tidigare efter att de under 200- och 300-talen försvagats kraftigt då de förlorat krig mot germaner (främst goter) och hunner.

## Polsk historieskrivning
Den polska adeln, som utgjorde tolv procent av Polens medeltida befolkning, ansåg sig härstamma från det Iranska krigarfolket sarmaterna, med Noaks son Jafet som stamfader. I modern tid (1970-talet) anförde den polsk-engelske historikern och arkeologen Tadeusz Sulimirski att arkeologiska fynd pekar mot att den sarmatiska undergruppen alanerna invaderade slaviskt område och bildade en styrande klass.